# گروسمان جت سرویس
گروسمان جت سرویس (به انگلیسی: Grossmann Jet Service) یک شرکت هواپیمایی است که در تاریخ ۲۰۰۴ میلادی تأسیس شده است. دفتر مرکزی گروسمان جت سرویس در پراگ، جمهوری چک واقع شده‌است و قطب این شرکت هواپیمایی در فرودگاه پراگ رازیون قرار دارد.